# Pustkowo, Hạt Białogard
Pustkowo [pustˈkɔvɔ] (tiếng Đức: Pustchow)  là một ngôi làng thuộc quận hành chính của Gmina Białogard, thuộc quận Białogard, West Pomeranian Voivodeship, ở phía tây bắc Ba Lan. Nó nằm khoảng 7 kilômét (4 mi) phía bắc Białogard và 120 km (75 mi) về phía đông bắc của thủ đô khu vực Szczecin.
Trước năm 1945, khu vực này là một phần của Đức. Đối với lịch sử của khu vực, xem Lịch sử của Pomerania.